# St. Laurentius (Braunschweig)

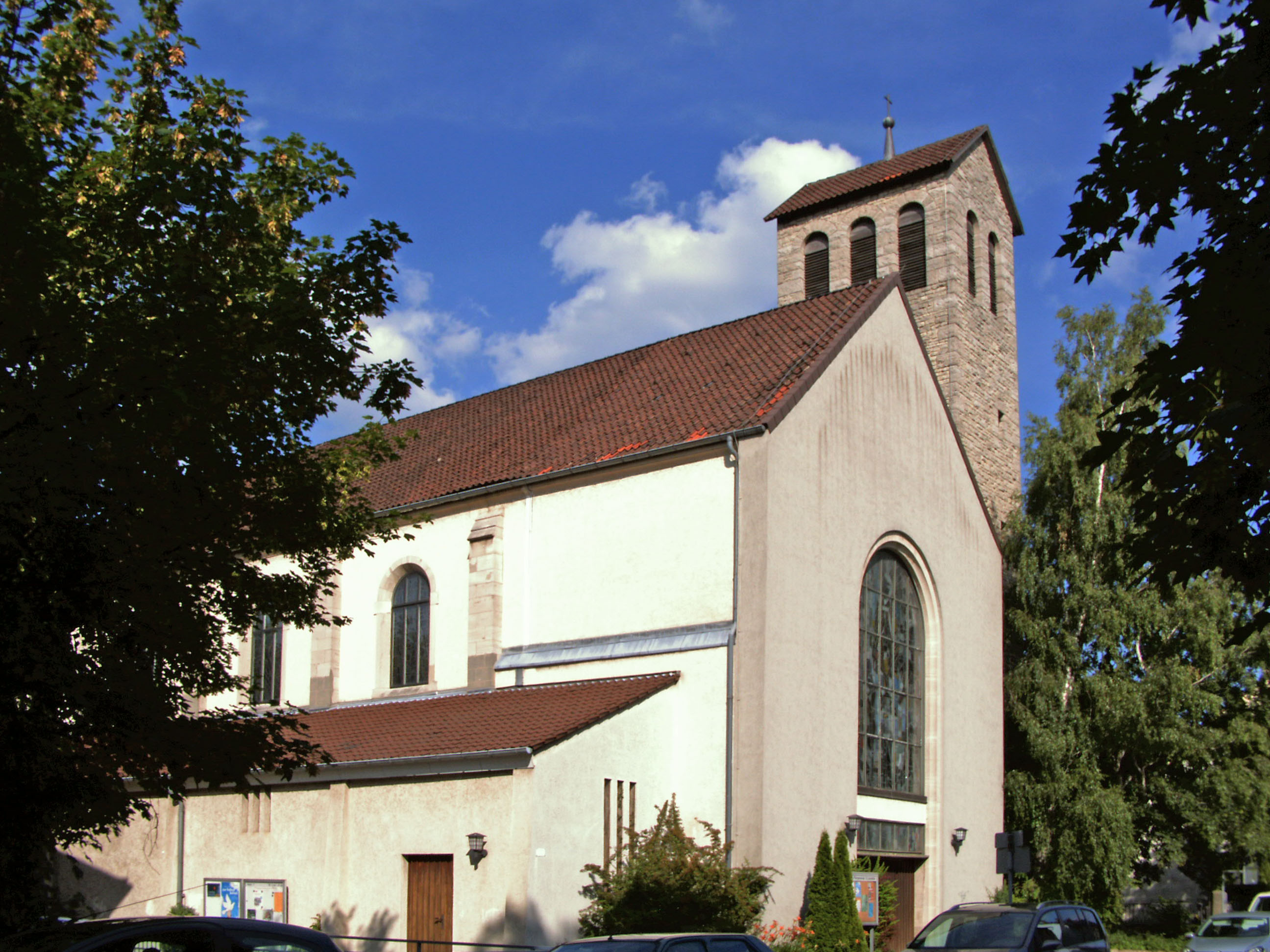
St.-Laurentius-Kirche

St. Laurentius ist eine römisch-katholische Kirche in Braunschweig, sie befindet sich im Westlichen Ringgebiet (Hinter der Masch 17A). Die Kirche gehört zur Pfarrgemeinde St. Aegidien im Dekanat Braunschweig des Bistums Hildesheim. Die nach dem heiligen Laurentius von Rom benannte Kirche ist heute nach St. Aegidien die zweitälteste katholische Kirche in Braunschweig.

## Geschichte
In den Jahren 1899 bis 1900 wurde die Kirche erbaut, am 18. Oktober 1900 erfolgte ihre Benediktion. Sie war zunächst eine Filialkirche von St. Nicolai. Ab 1904 wurden an St. Laurentius katholische Kirchenbücher geführt.
Mitte Oktober 1944 wurden Kirche und Pfarrhaus durch einen Bombenangriff zerstört und brannten aus, nur noch die Außenmauern blieben bestehen. Zunächst wurde im Pfarrheim eine Notkirche eingerichtet. Am Heiligen Abend 1948 war die Kirche wieder so weit hergerichtet, dass in ihr der erste Gottesdienst nach dem Krieg stattfinden konnte. 1953/54 erfolgten der Bau des Turmes und eine Vergrößerung der Kirche durch Anbau der Seitenschiffe. Am 1. April 1960 wurde die Pfarrei St. Laurentius eingerichtet, seit dem 1. November 2006 gehört die Kirche zur Pfarrgemeinde St. Aegidien.

## Architektur
Die in rund 70 Meter Höhe über dem Meeresspiegel gelegene Kirche wurde nach Plänen von Richard Herzig im Stil der Neuromanik erbaut. Ihre Ausstattung stammt aus der Nachkriegszeit. Der Altarraum wird von einem Wandmosaik dominiert. Die Kanzel zeigt mit Holzreliefs die vier Evangelistensymbole: den Menschen für Matthäus, den Löwen für Markus, den Adler für Johannes und den Stier für Lukas. Im nordwestlichen Seitenschiff befindet sich der 14 Stationen umfassende Kreuzweg. Im südöstlichen Seitenschiff hat eine Strahlenkranzmadonna, vor der Opferkerzen aufgestellt werden können, ihren Platz. Unter der Orgelempore befinden sich zwei Beichtstühle. Die Orgel wurde vom Braunschweiger Orgelbaumeister Friedrich Weißenborn erbaut.

## Weitere katholische Einrichtungen im Einzugsgebiet der St.-Laurentius-Kirche

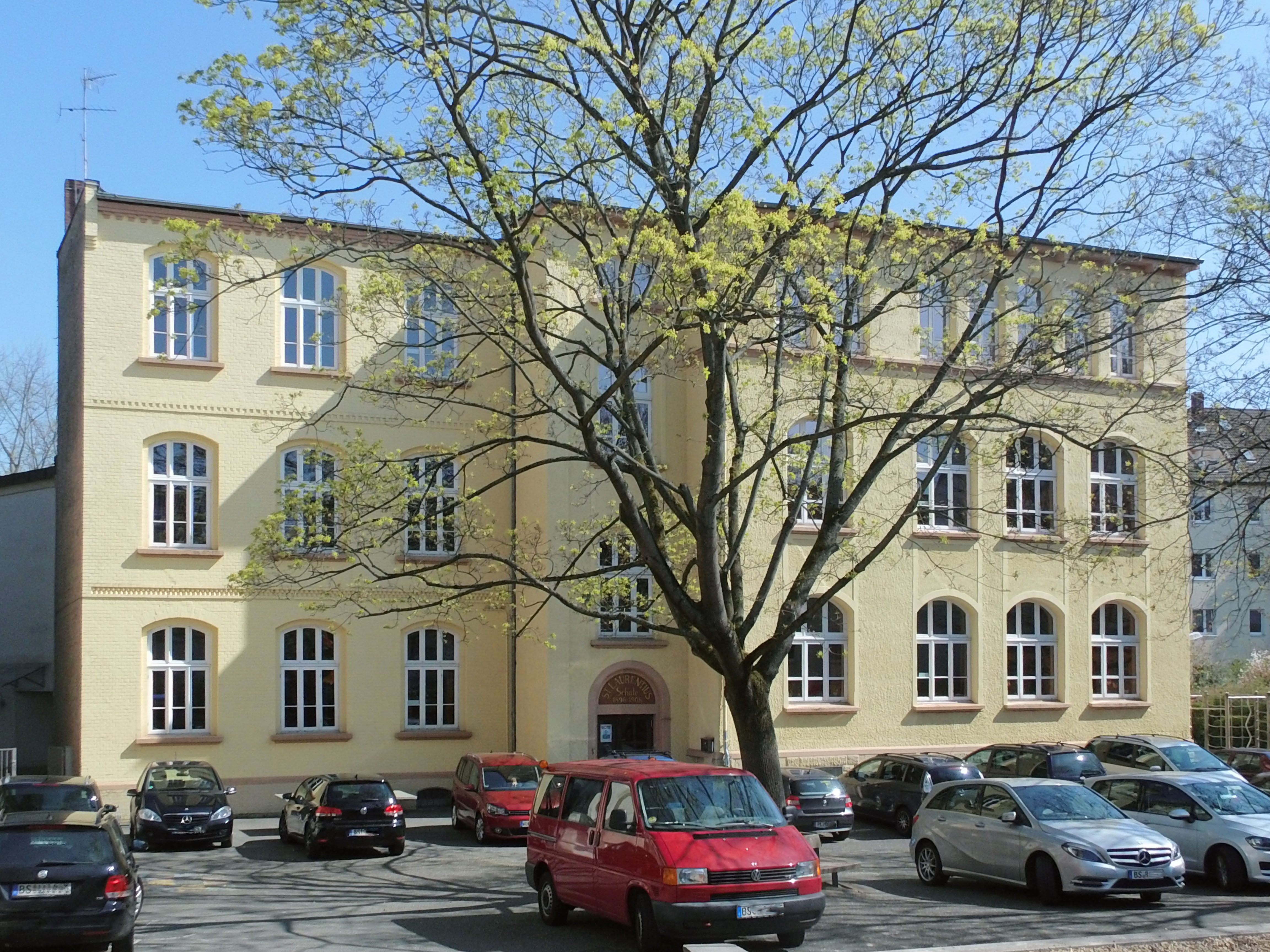
Grundschule Hinter der Masch

- Grundschule Hinter der Masch (Hinter der Masch 18, ehemals St.-Laurentius-Schule). 1896 erbaut, später erweitert. Heute werden etwa 120 Schüler in 5 Klassen unterrichtet.[3]
- Studentenwohnheim Meister-Eckehart-Haus (Sielkamp 5)[4]
- Das seit 1965 bestehende Heim des katholischen Studierendenvereins Cheruscia (Hinter der Masch 20) musste 2021 in die Helmstedter Straße verlegt werden.[5]
- Das benachbarte ehemals katholische Seniorenheim St. Elisabeth (Hinter der Masch 17) befindet sich heute in privater Trägerschaft.[6]